# Schloss Bleiburg

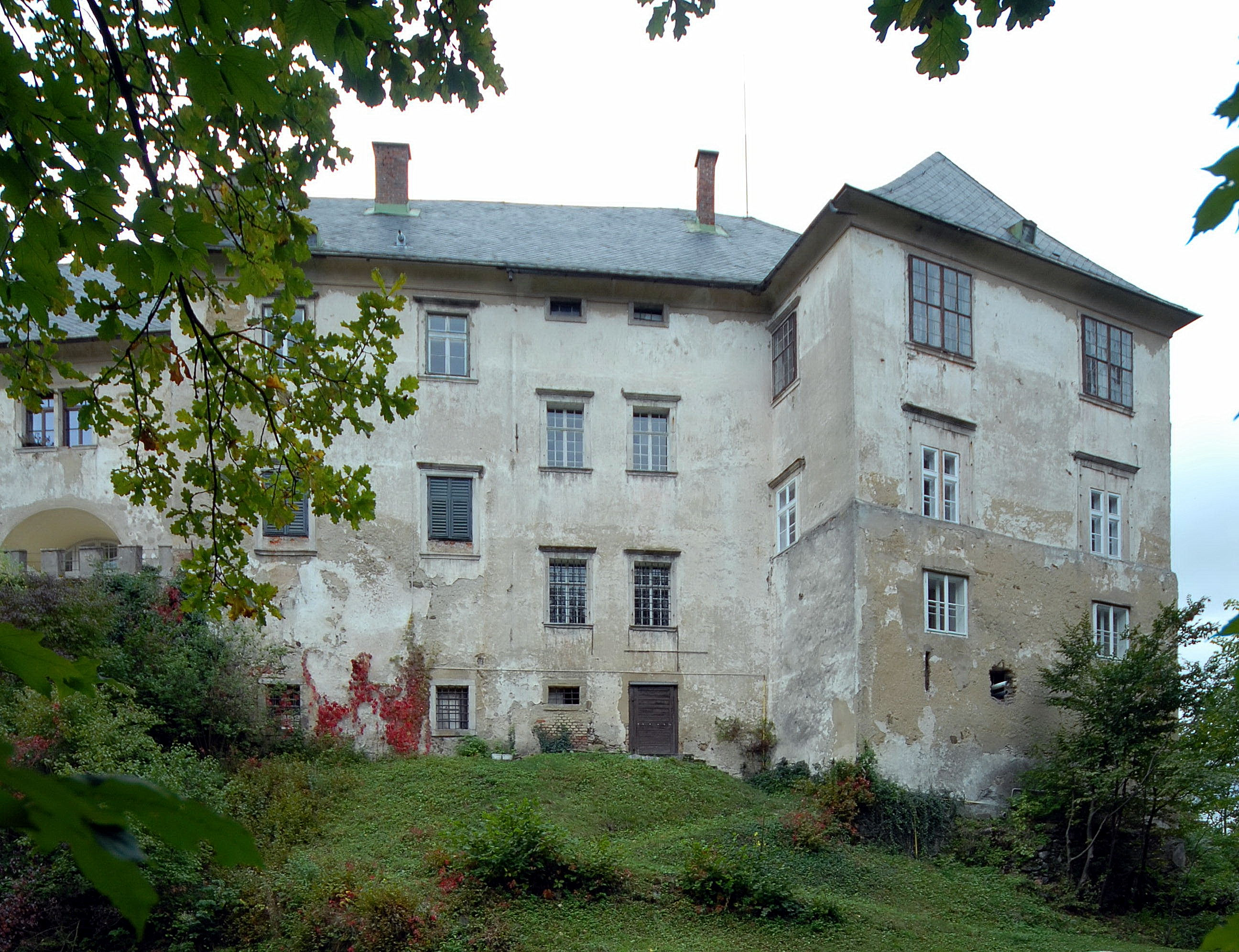
Schloss Bleiburg (2006)

Schloss Bleiburg (slowenisch Grad Pliberk) steht erhöht auf einem vorgeschobenen Hügel über der Stadt Bleiburg, Österreich.

## Geschichte
Die einstige Burg entstand wahrscheinlich Anfang des 12. Jahrhunderts. 1228 wurde die „Pliburch“ als Sitz der Grafen von Heunburg genannt. Nach dem Aussterben der Heunburger kam die Burg 1322 an die Aufensteiner. 1378 belagerten die Herzöge Albrecht und Leopold von Österreich die Burg. Sie kam in den Besitz der beiden Herzöge, die sie fallweise verpfändeten. 1507 durfte Graf Julian Lodron, Pfleger von Maximilian I., 400 Gulden an der Festung verbauen. Der mit den Lodron verschwägerte Ungnad von Sonnegg baute die Burg weiter aus. 1601 kam sie an Hans-Ambros Graf von Thurn und Valsassina, der sie zu einem Schloss im Stile der Spätrenaissance bzw. des Manierismus umbaute. Bis heute ist das Schloss im Besitz der Familie Thurn-Valsassina.
Nach Ende des Zweiten Weltkriegs fanden am 15. Mai 1945 gegen 15 Uhr auf dem Schloss die Verhandlungen um die Kapitulation der, vor den jugoslawischen Tito-Partisanen nach Bleiburg geflüchteten, Streitkräfte des Unabhängigen Staates Kroatien gegenüber britischen Streitkräften statt. Der Bitte der kroatischen Truppen sich nach der Kapitulation unter den Schutz der Westalliierten stellen zu dürfen, kamen die Briten nicht nach. Nach der Kapitulation und Auslieferung an die jugoslawischen Partisanen kam es zu dem sogenannten „Massaker von Bleiburg“, das in der Folge etwa 45.000 Kroaten, 4.000 Muslime, 8.000 bis 10.000 Slowenen und 2.000 montenegrinische und serbische Tschetniks das Leben kostete.

## Baubeschreibung

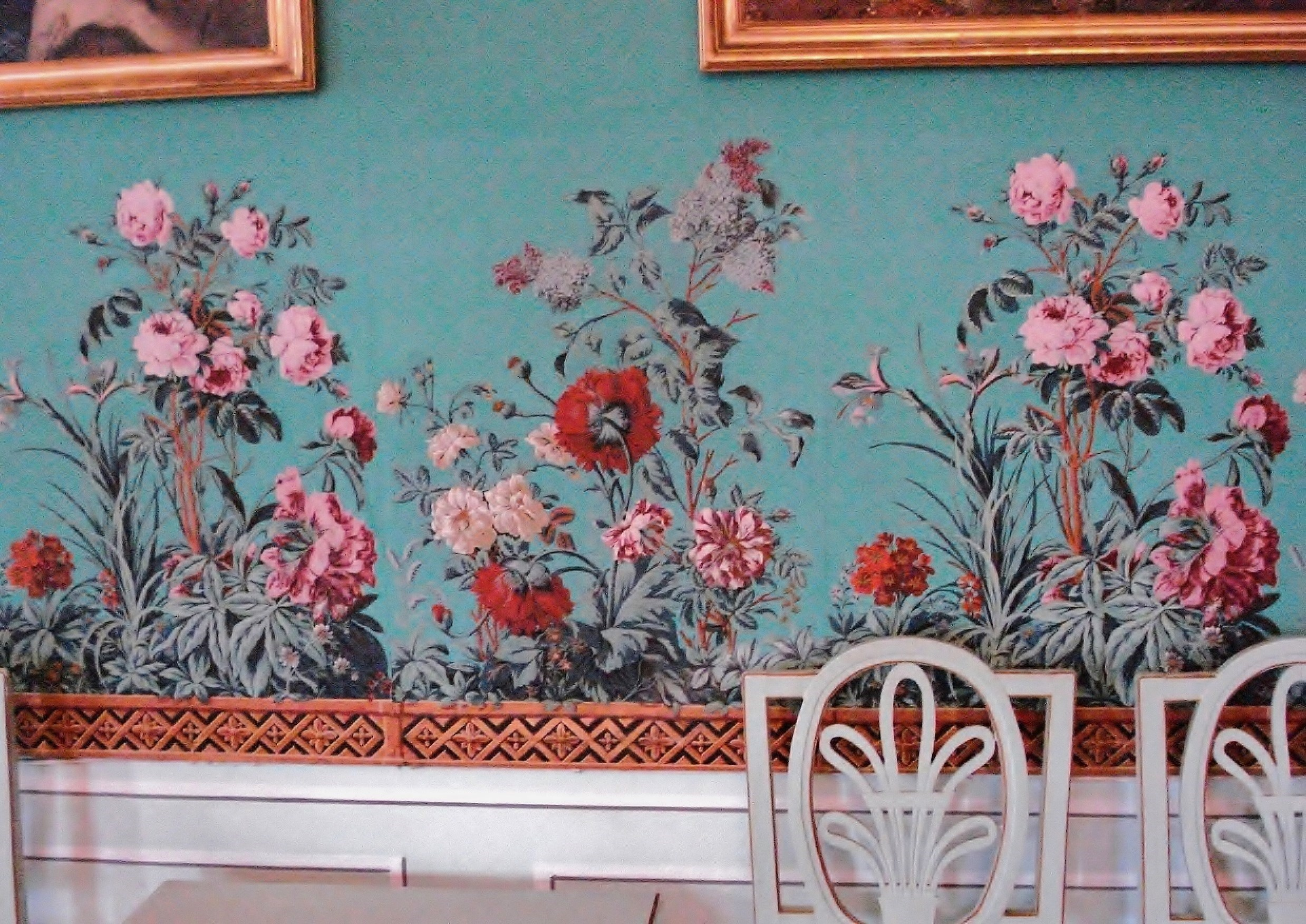
Bemalte Papiertapete

Von der alten Burg des 12. bis 15. Jahrhunderts sind noch die um den unregelmäßigen Hof gruppierte Anlage und einzelne Bauteile wie der östliche Bergfried, der nordwestliche Turm und der im westlichen Trakt befindliche Palas vorhanden. Der größte Teil des dreigeschoßigen Schlosses stammt aus dem frühen 17. Jahrhundert. Das südliche Rustikaportal aus grünem Basalt ist mit 1606 bezeichnet. Der zehnachsige Südflügel besitzt Fenster mit Stürzen und über dem Rustikaportal ein in al fresko gemaltes Doppelwappen der Thurn-Rosenberg mit Inschrift, die durch ein Chronogramm mit 1747 bezeichnet ist. Im Hof hat der Ostflügel Erdgeschoßarkaden und in den beiden Obergeschoßen Biforienfenster, dahinter laufen gewölbte Gänge. Im zweiten Geschoß zeigen Fresken vom Anfang des 17. Jahrhunderts Jagddarstellungen. In einigen Sälen des ersten Obergeschoßes haben sich an den Flachdecken Laubwerkstukkaturen des früheren 18. Jahrhunderts erhalten, im zweiten Obergeschoß Laub-Bandlwerkstukkaturen, die um 1720/1730 entstanden sind. Die im zweiten Obergeschoß des Nordflügels eingerichtete Bibliothek besitzt eine frühbarocke Kassettendecke und drei teilweise mit Intarsien geschmückte Türen aus dem früheren 17. Jahrhundert, die ursprünglich aus Schloss Landskron stammen. Die Wohnräume sind mit Möbeln des 17. bis 19. Jahrhunderts sowie mit Gobelins vom Anfang des 17. Jahrhunderts und mit um 1780 entstandenen, bemalten Papiertapeten ausgestattet.

## Schlosskapelle
Die dem Apostel Paulus geweihte Kapelle ist ein östlich angebauter gotischer Bau mit einem zweijochigen barocken Kreuzgratgewölbe und polygonalem Chor. Das Westportal mit Sturz stammt vom Anfang des 17. Jahrhunderts, die zweibahnigen Maßwerkfenster aus dem 19. Jahrhundert. Über dem westlichen Oratorium wurden Teile der ehemaligen, figuralen Gewölbemalerei des 17. Jahrhunderts freigelegt.
Der Hochaltar vom Ende des 17. Jahrhunderts ist ein Triumphbogenaltar mit kleinem Sockel, gesprengtem Segmentgiebel und einer kleinen Ädikula mit gestaffelter Doppelsäulenstellung als Aufsatz. In der Mitte steht eine Marienstatue aus der ersten Hälfte des 17. Jahrhunderts, flankiert von den Statuen der Heiligen Bruno und Josef. Das Aufsatzbild zeigt die Heilige Familie mit zwei weiteren Heiligen und wird vom Erzengels Michael bekrönt. Ein kleiner Seitenaltar trägt ein um 1720/1730 entstandenes Gemälde der Marienkrönung. Ein großes Bronzeepitaph, das in Hochrelief die Familie des Grafen Wolf Thurn unter dem Kruzifix darstellt, wurde 1595 in Laibach geschaffen und befindet sich seit dem Ende des 19. Jahrhunderts im Schloss. Ein weiteres kleines Messingepitaph mit Wappen und Inschrift ist mit 1618 bezeichnet.